# Naturschutzgebiet Schweinsbruch

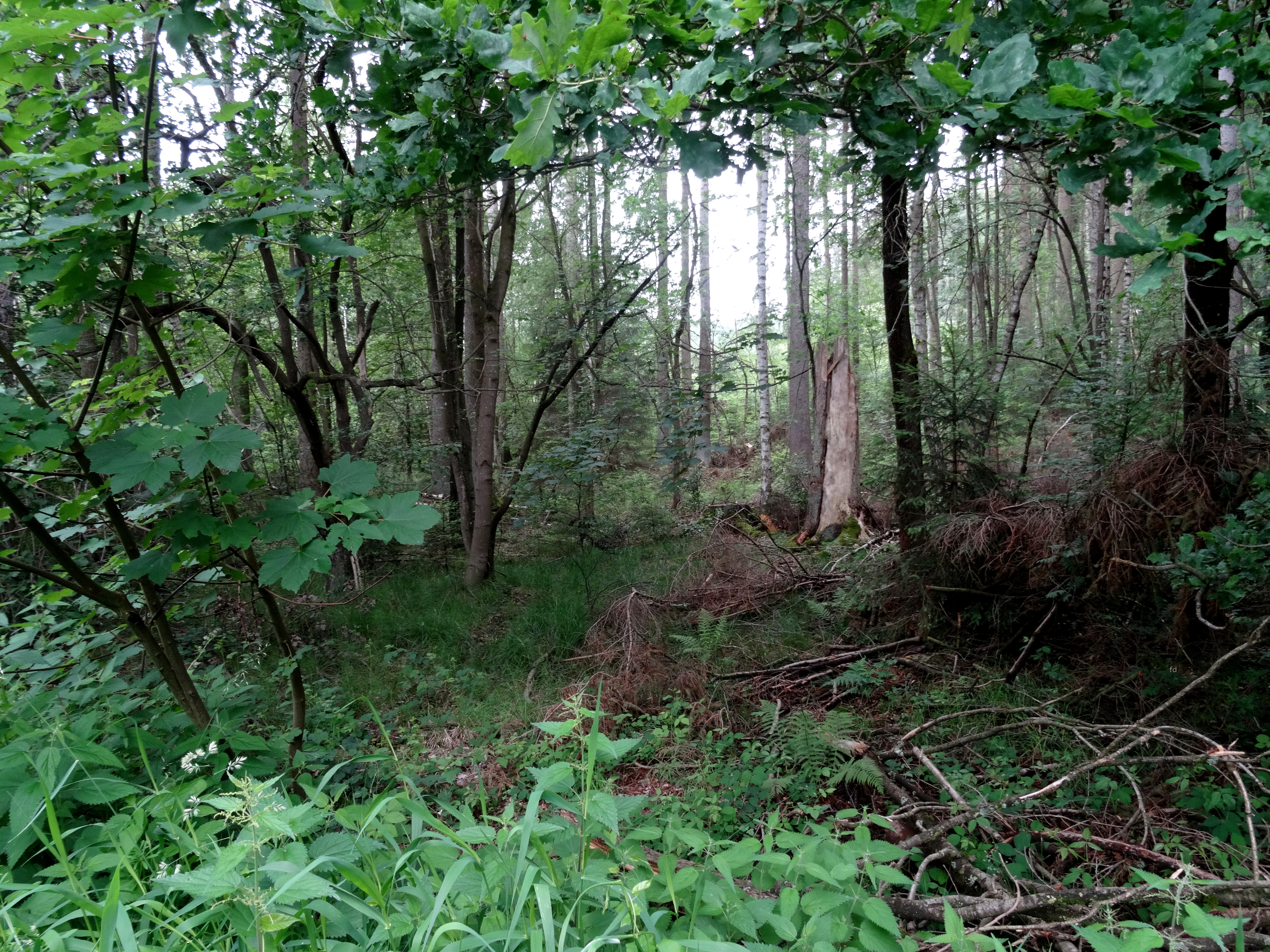
Naturschutzgebiet Schweinsbruch

Das Naturschutzgebiet Schweinsbruch mit einer Flächengröße von 4,25 ha liegt im Arnsberger Wald nördlich von Meschede. Das Gebiet wurde 1994 durch den Kreistag des Hochsauerlandkreises mit dem Landschaftsplan Meschede als Naturschutzgebiet (NSG) mit einer Flächengröße von 4,2 ha ausgewiesen. Bei der Neuaufstellung des Landschaftsplanes Meschede wurde das NSG dann erneut ausgewiesen und minimal vergrößert.

## Gebietsbeschreibung
Beim NSG handelt es sich um einen Bruchwald mit Quellgebiet am östlichen Unterhang des Wolfskopfes. Im Bruchwald befinden sich sickerquellige Bereiche. Im Bruchwald wachsen vorwiegend Roterlen und Rotfichten. 
Der Wald im NSG ist in den vergangenen Jahrzehnten kaum bewirtschaftet worden. Der optische Eindruck des NSG wurde bei Ausweisung geprägt von einigen sehr alten, tief und ausladend beasteten Solitärfichten. Daneben wird das Gebiet von einem naturnah verlaufenden Quellbach mit Resten bachbegleitender Erlenwälder durchzogen. Der Quellbach mündet in der Kleinen Gebke. Die Kleine Gepke liegt direkt an der Ostgrenze des NSG und ist hier wegen einer angrenzenden Gießereisanddeponie naturfern ausgebaut. Zur strukturellen Vielfalt des Gebietes trägt zudem ein Teich am Ostrand und ein Quellbereich im Süden bei. Der Quellbereich, der Zulaufsiepen der Kleinen Gebke und ein Auwaldrelikt im Nordosten stehen unter dem gesetzlichen Biotopschutz nach § 30 BNatSchG. Der Teich dient als Amphibienlaichplatz vom Grasfrosch.
Wegen geringer forstlicher Nutzung in der Vergangenheit befinden sich auch umgestürzte Bäume und gekippte Wurzelteller sowie stehendes und liegendes Totholz im NSG. Der Bruchwald hat eine artenreiche, dichte Krautschicht. Typisch für den Bruchwald ist das örtlich zahlreiche Auftreten des Rippenfarns in den beschatteten Bereichen. Im NSG stehen zahlreiche jüngere Fichten. Die sukzessive Beseitigung war bei Ausweisung 2020 durch Absprachen zu einem privaten Ökokonto festgeschrieben. Daneben ist festgeschrieben, dass weiterhin keine forstliche Nutzung stattfindet. Das Gebiet soll sich langfristig zu einer strukturreichen Naturwaldzelle entwickeln.
Im NSG kommen seltene Tier- und Pflanzenarten vor. Das NSG liegt unmittelbar neben einer Tierkörperverwertungsanstalt. Wegen dieser Tierkörperverwertungsanstalt halten sich häufig aassuchende Vogelarten wie Aaskrähe und Rotmilan im NSG auf.
Als zusätzliche Entwicklungsmaßnahmen sollen im NSG mit Ausnahme der alten Soltärfichten alle vorhandene und sich ansamende, nicht standortheimische Baumarten entfernt werden und eine sonstige forstliche Nutzung soll zugunsten der natürlicher Sukzession unterlassen werden.

## Schutzzweck
Zum Schutzzweck des NSG führt der Landschaftsplan neben den normalen Schutzzwecken für alle NSG im Landschaftsplangebiet auf: „Erhaltung eines strukturreichen, von Quellsiepen, Erlen- und Auwaldrelikten standörtlich  geprägten Waldgebietes, das sich abgesehen von der Entnahme nicht bodenständiger Gehölze ohne forstliche Nutzung entwickeln soll; mit der Erhöhung des Weichholz-, Altund Totholzanteils auch Förderung der Biodiversität insbesondere zugunsten von waldbewohnenden Vogel- und spezialisierten phytophagen Insektenarten; Schutz eines vielfältigen, i. W. durch verschiedene Zerfallsstadien geprägten Waldbildes.“